# 吉田新一郎
吉田 新一郎（よしだ しんいちろう）は、日本のコンサルタント、翻訳家、著述家。
長年、自治体や企業を対象にしたコンサルティング活動に携わるかたわら、NGOの普及・啓発のための活動を行なう。

## 略歴
茨城県生まれ。1976年、マサチューセッツ工科大学都市計画学部卒業。1979年、カリフォルニア大学大学院修士課程（都市・地域計画）修了。
1989年、国際理解教育センター設立。学びと出会いの環境と仕組みをデザインする「ラーンズケイプ」代表。

## 著書
- 『会議の技法 チームワークがひらく発想の新次元』（中公新書） 2000
- 『いい学校の選び方 子どものニーズにどう応えるか』（中公新書） 2004
- 『校長先生という仕事』（平凡社新書） 2005
- 『「学び」で組織は成長する』（光文社新書） 2006
- 『効果10倍の<教える>技術 授業から企業研修まで』（PHP新書） 2006
- 『テストだけでは測れない! 人を伸ばす「評価」とは』（日本放送出版協会、生活人新書） 2006
- 『学ぶ技術』（インデックス・コミュニケーションズ） 2007
- 『図解効果10倍の〈教える〉技術 意欲を引きだし、最高の成果を上げる!』（PHP研究所） 2008
- 『「読む力」はこうしてつける』（新評論） 2010
- 『読書がさらに楽しくなるブッククラブ 読書会より面白く、人とつながる学びの深さ』（新評論） 2013
- 『読み聞かせは魔法!』（明治図書出版） 2018

### 共著
- 『効果10倍の〈学び〉の技法 シンプルな方法で学校が変わる!』（岩瀬直樹共著、PHP新書） 2007

## 翻訳
- 『地域からの国際化 国家関係論を超えて』（チャドウィック・F・アルジャー、編訳、日本評論社） 1987
- 『エンパワーメントの鍵 「組織活力」の秘密に迫る24時間ストーリー』（クリスト・ノーデン－パワーズ、永堀宏美共訳、実務教育出版） 2000
- 『ペアレント・プロジェクト 学校と家庭を結ぶ新たなアプローチ』（ジェイムズ・ボパット、玉山幸芳共訳、新評論） 2002
- 『「マルチ能力」が育む子どもの生きる力』（トーマス・アームストロング、小学館） 2002
- 『ドラマ・スキル 生きる力を引き出す』（レスリー・クリステン、新評論） 2003
- 『「考える力」はこうしてつける』（ジェニ・ウィルソン, レスリー・ウィング・ジャン、新評論） 2004
- 『ライティング・ワークショップ 「書く」ことが好きになる教え方・学び方』（ラルフ・フレッチャー, ジョアン・ポータルピ、小坂敦子共訳、新評論、シリーズ・ワークショップで学ぶ） 2007
- 『リーディング・ワークショップ 「読む」ことが好きになる教え方・学び方』（ルーシー・カルキンズ、小坂敦子共訳、新評論、シリーズ・ワークショップで学ぶ） 2010
- 『理解するってどういうこと? 「わかる」ための方法と「わかる」ことで得られる宝物』（エリン・オリヴァー・キーン、山元隆春共訳、新曜社） 2014
- 『たった一つを変えるだけ クラスも教師も自立する「質問づくり」』（ダン・ロスステイン, ルース・サンタナ、新評論） 2015
- 『算数・数学はアートだ! ワクワクする問題を子どもたちに』（ポール・ロックハート、新評論） 2016
- 『好奇心のパワー コミュニケーションが変わる』（キャシー・タバナー, カーステン・スィギンズ、新評論） 2017
- 『ようこそ,一人ひとりをいかす教室へ 「違い」を力に変える学び方・教え方』（C・A・トムリンソン、山崎敬人, 山元隆春共訳、北大路書房） 2017
- 『「学びの責任」は誰にあるのか 「責任の移行モデル」で授業が変わる』（ダグラス・フィッシャー, ナンシー・フレイ、新評論） 2017
- 『PBL学びの可能性をひらく授業づくり 日常生活の問題から確かな学力を育成する』（L・トープ, S・セージ、伊藤通子, 定村誠共訳、北大路書房） 2017
- 『遊びが学びに欠かせないわけ 自立した学び手を育てる』（ピーター・グレイ、築地書館） 2018
- 『「考える力」はこうしてつける』（ジェニ・ウィルソン, レスリー・ウィング・ジャン、新評論） 2018
- 『最高の授業 スパイダー討論が教室を変える』（アレキシス・ウィギンズ、新評論） 2018
- 『言葉を選ぶ、授業が変わる!』（ピーター・H・ジョンストン、長田友紀, 迎勝彦共編訳、ミネルヴァ書房） 2018
- 『歴史をする 生徒をいかす教え方・学び方とその評価』（リンダ・S・レヴィスティック, キース・C・バートン、松澤剛, 武内流加共編訳、新評論） 2021
- 『学校のリーダーシップをハックする 変えるのはあなた』（トーニー・シナニス, ジョー・サンフェリポ、飯村寧史, 長崎政浩, 武内流加共編訳、新評論） 2021